# Simen Agdestein
Simen Agdestein (født 15. maj 1967) er en norsk skakstormester, skaktræner, forfatter og forhenværende fodboldspiller med 8 kampe og et 1 mål for Norges fodboldlandshold. Simen Agdestein har været norgesmester i skak 7 gange i årene 1982, 1986, 1988, 1989, 2000, 2002 og 2005.
Simen Agdestein har undervist i skak og fodbold på idrætsgymnasiet Norges Toppidrettsgymnas i Bærum. Han har været skaktræner for mange unge talenter, heriblandt den senere verdensmester Magnus Carlsen. Han er bror til Carlsens manager, Espen Agdestein. Simen Agdestein har skrevet eller været medforfatter til adskillige skakbøger, herunder en biografi om Magnus Carlsen.

## Skakkarriere
Simen Agdestein blev norsk mester første gang som 15-årig i 1982. Han blev international mester som 16-årig i 1983 og stormester som 18-årig i 1985. På det tidspunkt var han verdens yngste skakstormester Agdestein fik en andenplads ved det europæiske juniorskakmesterskab i 1984, og en delt førsteplads ved juniorverdensmesterskaberne i skak i 1986. I 1989 var han placeret som den 16. bedste skakspiller i verden på FIDE's rangliste. Han har repræsenteret Norge 9 gange ved skakolympiader. Ved hans første skakolympiade i 1982 vandt han en individuel guldmedalje på bræt nummer 4.

## Fodbold karriere
Simen Agdestein debuterede for sin klub FK Lyn og det norske juniorfodboldlandshold i 1984. Han spillede sin første seniorlandskamp i 1988 mod Italien. I 1989 afslår han professionel kontrakt med tyrkiske Beşiktaş JK og mister sin landsholsplads som resultat. I 1991 får han en knæskade, og i 1992 kommer bliver han skadet igen i knæet og stoppper som følge heraf sin fodboldkarriere.

## Personlige forhold
Simen Agdestein er opvokset i en skakspillende familie i først Asker og senere Oslo. Hans morfar er mellemdistanceløberen og botanikeren Reidar Jørgensen. Han blev i 1996 gift med Marianne Aasen som senere blev stortingsmedlem. Parret som har 3 børn blev separeret i 2008.

### Som forfatter eller medforfatter
- Sjakkleksjoner med Simen Agdestein (1987)
- GATT, u-landene og miljøet : rapport fra en konferanse i Oslo 20. og 21. oktober 1994 (1994)
- Regionalt samarbeid versus apartheid : SADCC-landenes bestrebelser på å redusere transportavhengigheten til Sør-Afrika på 1980-tallet (1995)
- Simens sjakkbok (1997)
- Et hefte om internasjonalisering (1998)
- Den unge sjakkspiller (2001)
- Sjakk: Fra første trekk til sjakkmatt (2002)
- Wonderboy : how Magnus Carlsen became the youngest chess grandmaster in the world : the story and the games (2004)
- Sjakk (2007)

### Bøger om Agdestein
- Arne Danielsen, Bjarte Leer-Salvesen, Bjarke Sahl, Atle Grønn. Simen Agdestein (2008)